# Videojuego de deportes
Un videojuego de deportes es un videojuego de consola o de computadora que simula el campo de deporte. Estos videojuegos son sumamente populares, el género incluye algunos de los videojuegos con más éxito de venta.
Casi todos los deportes conocidos han sido recreados con un videojuego, incluyendo béisbol, fútbol, fútbol americano, críquet, artes marciales mixtas, golf, básquetbol, hockey sobre hielo, boxeo, bolos, rugby, caza, pesca, skate, lucha libre , tabla sobre nieve, etc.
Algunos videojuegos resaltan en realidad el campo de juego (tal como el Madden NFL), mientras otros destacan la estrategia detrás del deporte (tal como el Championship Manager). Otros satirizan el deporte con efectos cómicos (tal como Arch Rivals). Este género ha sido popular en toda la historia de los videojuegos y es sumamente competitivo, justo como los verdaderos deportes mundiales. Varias series de videojuegos destacan los nombres y características de equipos verdaderos y jugadores, y son puestos al día cada año para reflejar cambios verdaderos mundiales.
El género no debe ser confundido con los deportes electrónicos, término utilizado para describir a los deportes competitivos que emplean videojuegos.

## Historia

### Principios de los videojuegos de deporte
Uno de los primeros videojuegos de la historia, Tennis for Two (1958), era considerado un videojuego de deporte.
Los videojuegos de ordenador antes de los últimos años 1970 eran principalmente jugados en la universidad con computadoras centrales bajo el sistema de tiempo compartido sostenidos por terminales de computadora en campuses de escuela. Los dos sistemas dominantes eran el PDP-10 de Digital Equipment Corporation y el Sistema PLATO de la Control Data Corporation. Estos sistemas no muestran ninguna gráfica, solo texto. A principios de 1970 ellos imprimieron el texto sobre máquinas de teletipo e impresoras de línea, pero a mediados de los setenta el texto se imprimía en color simple en las pantallas CRT. 

Pong.

Videojuegos de deportes destacados de esta época:
Baseball (1971 - Escrito por Don Daglow en Pomona College, Baseball fue el primer videojuego de béisbol, ahora recordado en el muro de la fama del béisbol en Cooperstown, Nueva York. Él siguió ampliando y refinando el Béisbol durante los años 1970,el acercamiento proporcionó la base para los juegos posteriores comerciales de Daglow Intellivision World Series Baseball (1983, con Eddie Dombrower), Earl Weaver Baseball (1988 también con Eddie Dombrower), 'Tony La Russa Baseball(1991 durante 1996) y Old Time Baseball (1995).
A fines de los años 70s comenzaron a aparecer los videojuegos de Arcade, y los deportes eran un género popular. Los destacados de esta época incluyen:
- El primer videojuego de carreras  Night Driver (1976).
- Atari Golf (1978).

### 1980
Entre 1980 y 1984 Atari e Intellivision comienzan a hacer malhechuras
emprenden una serie de campañas publicitarias de TV de altos intereses que promueven sus sistemas respectivos durante la primera ronda de guerras de consola. Atari normalmente prevalecía en los videojuegos de arcade y tenía una base más profunda instalada debido a su precio inferior. Mientras que Mattel Intellivision promocionaba videojuegos de deporte visualmente superiores. El escritor deportivo George Plimpton fue destacado en los anuncios de Intellivision, cual mostró los juegos paralelos al lado. Tanto Atari como Mattel presentaron al menos un juego para el béisbol, el fútbol americano, hockey, baloncesto, carrera y fútbol.
- Activision Tennis (1981)
- Track & Field (1982)
- Pole Position (1982).

En 1983 EA produce su primer videojuego deportivo One on One: Dr. J vs. Larry Bird por Eric Hammond, que era también el primer videojuego deportivo autorizado para usar los nombres y las semejanzas de atletas famosos. El videojuego fue un golpe mayor.
En 1983 Mattel lanza Intellivision World Series Baseball por Don Daglow y Eddie Dombrower, el primer juego en usar múltiples ángulos de cámara para mostrar la acción.[cita requerida] Los videojuegos antes de esto mostraban el campo entero sobre la pantalla, o se desplegaba hacia arriba o hacia abajo según la dirección que el jugador tomaba. IWSB imitaba la cobertura de béisbol de televisión mostrando al bateador desde una cámara modificada del centro del campo, mostrando los corredores de base insertados en la esquina, y mostrando el juego defensivo desde una cámara detrás del home. Este era también el primer juego deportivo que presentaba a jugadores con ciertas palabras (a diferencia de texto), usando el módulo de Mattel Intellivoice. Tuvo una distribución limitada debido a la Crisis del videojuego de 1983. Y hoy es uno de los cartuchos más raros y caros de Intellivision en el mercado.
En 1984 el diseñador de juegos Scott Orr funda GameStar, una distribuidora de videojuegos especializada en videojuegos de deporte para la Commodore 64, y sirve de diseñador. GameStar era la mayor compañía de videojuegos de deporte de esta época, y Orr vendió la compañía a Activision en 1986. La compañía produjo los siguientes títulos:
- On Court Tennis (1984)
- Championship Baseball (1984)
- GFL Championship Football (1985) -- Fútbol Americano
- Star Rank Boxing (1985)
- Gamestar Basketball Association (GBA) Championship Basketball - Two-on-Two (1986)
- Star Rank Boxing II (1987)
- Top Fuel Eliminator (1987)
- Face Off! (1987)

En 1988 EA lanza Earl Weaver Baseball por Don Daglow y Eddie Dombrower, que por primera vez combinó un juego de Sim sumamente real con un juego de estilo acción gráfica de alta calidad. Este era también el primer juego en el cual había un agente de béisbol, siempre de IA, en la computadora. En 1996 Computer Gaming World nombra "EWB nombra el número 25 de su lista de los 150 Mejores videojuegos de todos los tiempos, el segundo de más alto rango para cualquier videojuego deportivo en 1981-1996 (Después FPS Sports Football).
En 1989, Anco publica Kick Off. Este inmediatamente fue considerado el pionero de los videojuegos de fútbol de ordenador debido a sus muchos rasgos originales.

### 1990
Sistemas de 16 bits
La Creación de EA Sports - En 1989, EA y el productor Richard Hilleman alquila Scott Orr de GameStar para rediseñar John Madden Football, pero no gustó demasiado para ser un juego de Apple II,[cita requerida] ya que daba la impresión que no favorecería el crecimiento rápido de Sega Genesis. Orr y Hilleman desarrollaron el juego que todavía reconocemos hoy como Madden Football, el título de más éxito de ventas en la historia de juegos en Norteamérica. Ellos se enfocaron en la producción de un gran juego cara a cara de dos jugadores con un intuitiva interfaz y de mandos sensibles. El juego, una vez publicado, se convirtió en un gran éxito.[cita requerida]
Orr se unió a EA a jornada completa en 1991 después del éxito de Madden sobre la Génesis, y comenzó un período de diez años de su carrera cuando él personalmente supervisó la producción de Madden Football. Durante este tiempo Hilleman, Orr y su equipo de EA también crearon los siguientes éxitos de EA Sports:
- NHLPA Hockey
- NCAA Football
- Andretti Racing
- NASCAR Racing (más tarde llamado NASCAR Thunder)
- Knockout Kings

Sensible Soccer de Sensible Software (1992) todavía conserva un culto hoy en día, la era de 16 bites también vio el lanzamiento de muchas de las licencias deportivas de EA Sports, incluyendo las series FIFA, NHL, NBA live y Madden NFL.
Sistemas de 32 bites / 64 bit - La llegada de Sony PlayStation y las tarjetas de gráficos 3D en la PC permitieron a juegos deportivos hacer el salto en 3D. Actua Soccer era el primer juego de fútbol para en un motor 3D.
En 1995 Sierra lanza el FPS Sports Football. Al año siguiente el Computer Gaming World lo puso en la 12.ª posición en su lista de los 150 Mejores videojuegos de todos los tiempos, el de más alto rango para cualquier juego deportivo en aquel 1981-1996.

### Los videojuegos de deporte se convierten en un gran negocio
El 13 de diciembre de 2004, Electronic Arts eralizó una serie de acuerdos que concedieron derechos exclusivos a varias organizaciones prominentes deportivas, comenzando con la NFL. Esto rápidamente fue seguido con dos tratos en enero asegurando derechos al  AFL y licencias a ESPN. Esto fue particularmente un golpe duro para Sega, el titular anterior de la licencia de ESPN, quien ya se había visto afectado por el trato de EA con NFL. Como el mercado para marcas de fútbol rápidamente fue tomado por EA, Take-Two Interactive responde poniéndose en contacto con la Major League Baseball Players Association, y firma un contrato que le concedió derechos exclusivos de béisbol; Un contrato no restrictivo, como todavía permitían a proyectos del primer partido. Varios desarrolladores se acercaron a la NBA, pero se negó a firmar un acuerdo de exclusividad, en lugar de eso concedió a largo plazo para licencias a Electronic Arts, Take-Two Interactive, Midway Games, Sony y Atari. En abril, EA promueve su control sobre la concesión de licencias de fútbol de garantías de los derechos a todas las marcas de fútbol de NCAA.
También, en cuanto a la actualidad, la palma se la lleva un juego muy popular desarrollado por EA sports llamado:FIFA este juego está arrasando en todas las generaciones, ya que, hoy en día el fútbol es el deporte rey.

## Tipos de videojuegos de deporte

### Arcade
Los juegos deportivos tradicionalmente han sido juegos de arcade muy populares, la naturaleza competitiva de deportes se presta bien a los arcades donde el objetivo principal es por lo general obtener una puntuación alta. El estilo arcade del juego es generalmente más realista y se centra en una experiencia de juego más rápida. Ejemplos de esto incluyen las series NFL Blitz y NBA Jam.

### Simulación
En comparación con los juegos de deportes de arcade, el estilo de simulación de juego es por lo general más realista que el que este emula. Los ejemplos incluyen la serie Madden NFL y la serie de NBA 2k.

### Dirección omanagement
Los videojuegos de dirección deportivos ponen a los jugadores en el papel de entrenador. Mientras que los juegos de fantasía a menudo son jugados en línea contra otros jugadores, los juegos de dirección por lo general enfrentan al jugador contra los equipos controlados por la IA. Esperan que jugadores manejen la estrategia, la táctica, transferencias, y cuestiones financieras. Ejemplos incluyen a Football Manager y SimLeagues de WhatIfSports.com.

### Deportes de fantasía
Un deporte de fantasía es un videojuego en que los jugadores construyen equipos de fantasía basados en la estadística generada por jugadores individuales o los equipos de un deporte profesional para competir entre ellos. La fantasía también puede referirse a deportes ficticios, ver el elemento de fantasía debajo.

### Deportes RPG
Videojuegos de imitación deportivos son los juegos que combinan elementos de RPG en cualquier género deportivo. El videojuego de fútbol RPG de Level-5, Inazuma Eleven, es uno de los muchos deportes de RPG que define el subgénero. El juego de carreras RPG de Namco, Final Lap Twin, es otro juego que define el subgénero. Las versiones GBC de Camelot de juegos como Mario Golf y Mario Tennis también tienen elementos de RPG en sus modos de jugador solos. El Smash Court Tennis 3 para PSP y Xbox 360 contiene elementos de RPG muy profundos como el aumentar tus capacidades y la compra de tiros nuevos y habilidades.

## Juegos y televisados deportivos
Cada vez más, en los juegos de vídeo deportivos los deportivos comienzan a mirar y actuar como sus colegas de TV. Además, los deportes televisados, a saber el fútbol americano, han agregado cámaras de estilo Madden a su cobertura, haciendo más borrosa la línea entre fantasía y realidad. Los comentaristas deportivos a menudo estarán en el juego de Madden Football, antes de un gran juego (como la Super Bowl), para ayudar a obtener información sobre los resultados.

## Videojuegos deportivos hoy
Actualmente dominan el género deportivo EA Sports y 2K Sports, quienes sostienen licencias para producir juegos basados en ligas oficiales. Las licencias de EA incluyen las sagas Series FIFA, NBA Live, Madden Football, NASCAR y Tiger Woods. Todos estos juegos son sobre ligas verdaderas, competencias y jugadores. Estos juegos siguen vendiéndose bien hoy en día a pesar de que muchas de las compañías de producción sean los más viejos de la década, y reciben, principalmente, críticas muy buenas. La saga Need for Speed de EA Games sigue siendo uno de los más vendidos en el género de carreras, aunque esto no está basado en una licencia.
Con la dominación de EA Sports el mercado se ha vuelto muy difícil; la competición de juegos en cualquiera de los susodichos géneros, a excepción de los juegos de carrera, tiende a no obtener éxito. Esto ha llevado a una drástica caída en los deportes en los últimos años. Una de las más notables excepciones es la serie de Konami Pro Evolution Soccer, que a menudo es aclamado como una alternativa a las series FIFA, pero no contiene tantos equipos autorizados, jugadores, o competiciones. Los juegos de carrera, debido a la variación que el deporte puede ofrecer en términos de pistas, coches y estilos, ofrece más espacio para la competición y la selección de juegos por ello la oferta ha sido bastante mayor. Los juegos de dirección deportivos, aunque no son tan populares como solían ser, se publican a través de pequeñas e independientes compañías de software. Títulos de dirección (management) tienen hoy la transición a la muy popular ligas deportivas de fantasía, que están disponible por muchos sitios web como Yahoo.
Nintendo ha sido capaz de impactar en el mercado deportivo por producir varios títulos del tipo de Mario, como Super Mario Strikers y Mario Tennis. Estos títulos se venden con éxito, pero están sólo disponible sobre las videoconsolas de Nintendo, la GameCube, Nintendo 64, y Wii, en 2006, lanzaron Wii Sports para Wii, que usa el Wiimote para simular el movimiento.

## El elemento de fantasía
Algunos videojuegos deportivos están basados en deportes ficticios, usualmente de ciencia ficción. Uno de los ejemplos más notables de esto es la serie de Speedball, Speedball 2 fue un éxito enorme, en particular sobre la Commodore Amiga. Teniendo algunas semejanzas al Balonmano, el juego presenta un número de elementos futuristas que afectan al juego enormemente. La brutalidad es permitida; se considera legal y aceptable golpear a los oponentes con una pelota metálica. Un número de deportes han recibido el tratamiento sci-fi durante los años, con más frecuencia en los juegos de carrera. F-Zero popularizó el género de carreras futuristas, y fue seguido por un número de secuelas. También es conocido el juego Wipeout.
Una serie de juegos de fantasía introduce elementos existentes para el deporte añadiendo un efecto cómico al juego, como Brutal Sports Football, lanzado por Millennium en 1992, al igual que Speedball, el juego se inspiró en el fútbol americano, pero pone un mayor hincapié en herir, mutilar, e incluso matar a los oponentes. Es posible ganar un partido simplemente decapitando a todo el equipo contrario.
En algunos títulos que figuran dentro de esta ampliación de género, la fantasía es el elemento menos destacado, en particular en títulos como Ready 2 Rumble y Outlaw Golf --- juegos que, si bien contienen cierta estrategia, introducen elementos de comedia que no son realistas cosa que se manifiestan en una grave simulación. Por ejemplo, en Outlaw Golf, la opción de personajes incluye un estríper, un rapero, latinoamericano con un estilo de Casanova y un científico loco. Las bolas de Golf dejan rastros de humo y fuego cuando se les golpea y el juego presenta un comentarista con exceso de entusiasmo y sarcasmo.
También en juegos ficticios tenemos el videojuego de Harry Potter Harry Potter: Quidditch Copa del Mundo  que se basa en el deporte encima de lo escoba que aparece en las películas y novelas.

## Videojuegos deportivos destacables por tipo

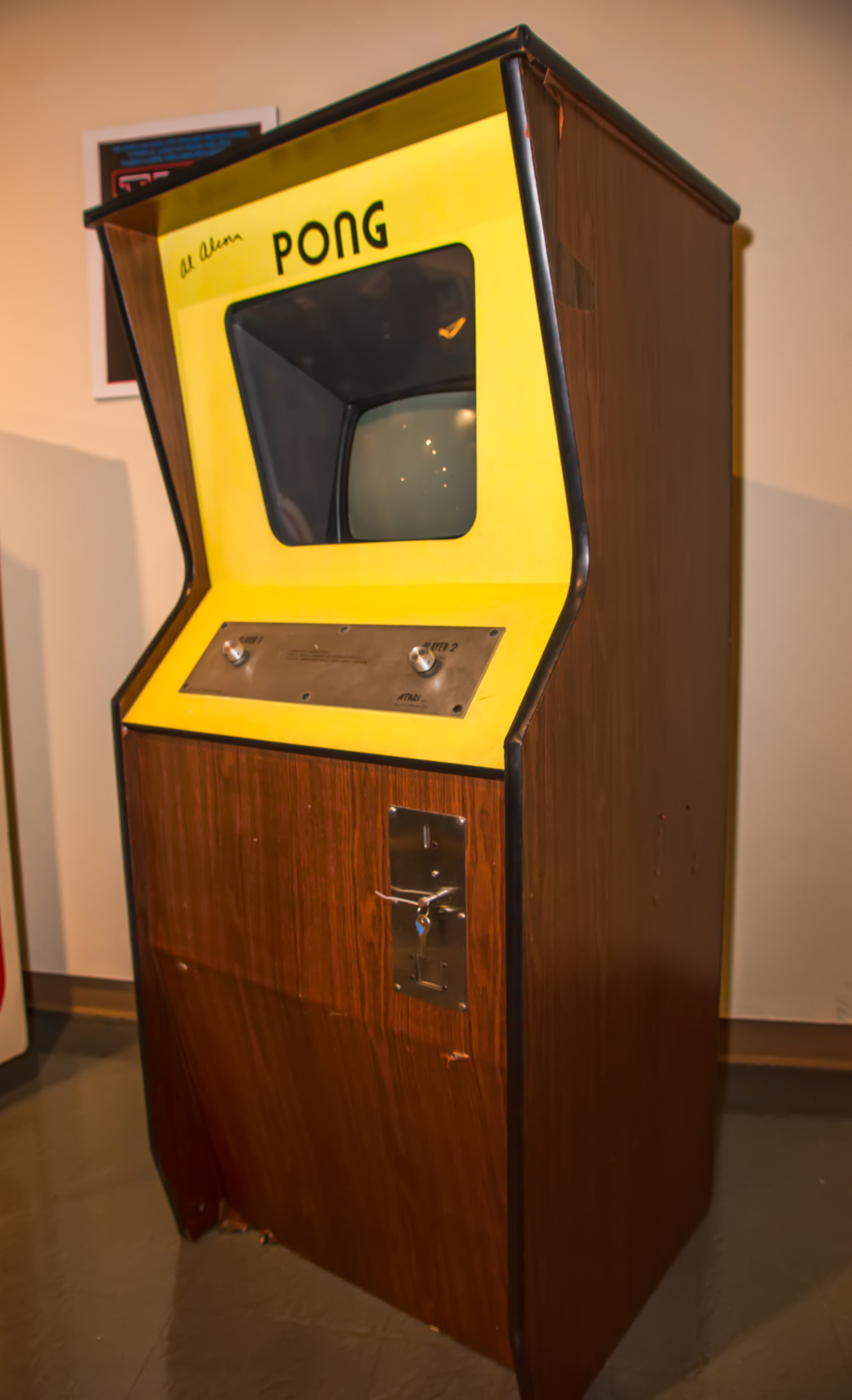
Cabina de Pong

### Deportes de equipo
Baloncesto
- NBA – NBA Live, NBA 2K
- NCAA – NCAA March Madness
- Otros – NBA Street, NBA Ballers, Wii Sports Resort

Béisbol
- MLB 08: The Show, MLB 2K

Fútbol 
- FIFA – FIFA, Pro Evolution Soccer / eFootball, UFL,FIFA Street,
- Otros – ''Rocket League

Fútbol americano
- NFL – Madden NFL
- NCAA – NCAA Football
- Otros - '

Hockey
- NHL, NHL 2K

### Deportes en contra

#### Deportes de combate
Boxeo – Fight Night, Don King Presents: Prizefighter,Wii Sports ,Punch-Out!!
Artes marciales mixtas – UFC 2009 Undisputed, UFC Undisputed 2010, UFC Undisputed 3, EA Sports UFC
Lucha Libre – WWE SmackDown vs. Raw , WWE 2K

#### Deportes de raqueta
Bádminton – Super Dynamix Badminton
Tenis – Virtua Tennis, Top Spin, Tennis Arena, Wii Sports, Tennis World Tour, Mario Tennis
Tenis de mesa – Pong, Konami's Ping Pong, Rockstar Games presents Table Tennis

### Competencia general

#### Carreras
Carreras de automóviles
- NASCAR
- Fórmula 1 - F1 Challenge 99-02
- carreras de motocicletas – Moto Racer
- Motocross – Motocross Madness, Motocross, Racing Destruction Set, Excitebike, Nitrobike
- ATV Racing – ATV Offroad Fury
- Rally-Colin McRae Rally/Dirt,Daytona USA
- General - rFactor, MotorStorm

Carreras de barcos
- Carreras de botes – Hydro Thunder
- Carreras de Jet-ski – Wave Race, Wave Race 64, Wave Race: Blue Storm

Carreras de Aeronaves
- Carreras de aeronaves – Gee Bee Air Rally
- Acrobacia aérea – AeroWings

Carreras de Caballos– Quarterpole, Sport of Kings, G1 Jockey 3,Barbie Race &Ride
Carreras estilo bicicleta
- BMX (ciclismo) – Dave Mirra's BMX Biking, Mat Hoffman Pro BMX, BMX XXX
- Carreras de Monociclo – Uniracers

### Videojuegos olímpicos
Olimpiadas de Invierno
- Juegos Olímpicos de Lillehammer 1994 – Winter Olympics: Lillehammer 94 (Descenso (DH), Giant Slalom, Slalom gigante de esquí, Slalom, Bobsled, Luge, Esquí acrobático, Salto en esquí, Biathlon, Patinaje de velocidad sobre pista corta)
- Juegos Olímpicos de Nagano 1998 – Nagano Winter Olympics '98 (patinaje, esquí, luge, bobsleigh, slalom, curling, Half-pipe, snowboarding)
- Juegos Olímpicos de Salt Lake City 2002 – Salt Lake 2002 (Descenso (DH), Slalom de esquí, Esquí acrobático, Salto en esquí, Bobsleigh, Snowboarding)
- Juegos Olímpicos de Turín 2006 – Torino 2006 (luge, bobsleigh, Biatlón, Patinaje de velocidad, Salto en esquí, Esquí alpino, Esquí de fondo, Combinada nórdica)
- Otros – Winter Games, The Games: Winter Challenge

Olimpiadas de Verano
- Juegos Olímpicos de Barcelona 1992 – Olympic Gold (100 metros, Lanzamiento de martillo, Tiro con arco, Carreras de vallas, Salto con garrocha, natación libre, Clavados)
- Juegos Olímpicos de Atlanta 1996 – Olympic Summer Games (Carreras de velocidad, 110 metros vallas, Salto con garrocha, Salto de altura, Salto de longitud, Triple salto, Lanzamiento de jabalina, Lanzamiento de disco, Tiro con arco, Tiro skeet), Olympic Games: Atlanta 1996, (100 metros, 400 metros, 100M velocidad lenta, Jabalina, Martillo, Disco, Salto largo, Salto Triple, Salto Alto, Salto de pértiga, Esgrima, Pistola de Fuego Rápida, Levantamiento de pesos, Tiro al arco, Skeet Disparos)
- Juegos Olímpicos de Sídney 2000 – Sydney 2000 (100 metros (atletismo), 110 m hurdles, Javelin, Hammer, Triple Jump, High Jump, Skeet shooting, Super Heavyweight Weight Lifting, 100 m Freestyle Swimming, 10 m Platform Diving, Chase Cycling, Kayak K1 Slalom)
- Juegos Olímpicos de Atenas 2004 – Athens 2004 (100 metros, 200 metros sprint, 400 metros sprint, 800 metros distancia media, 1500 metros distancia media, 100 metros vallas, 110 metros vallas, Salto de longitud, Triple salto, Salto de altura, Salto con garrocha, Lanzamiento de disco, javelin throw, Lanzamiento de peso, 100 metros Estilo braza, natación libre, Estilo espalda, Estilo mariposa, ejercicio de Piso, Aros, vault, Salto ecuestre, +105 kg Dos tiempos, 70m tiro al arco individual, Tiro skeet)
- Juegos Olímpicos de Pekín 2008 – Mario & Sonic en los Juegos Olímpicos
- Otros – World Class Track Meet, Hyper Sports, Hyper Athlete, Summer Games

Acontecimientos Mixtos–
California Games (Mediotubo, Footbag, Surf, Patinaje sobre ruedas, BMX, Vuelo de Disco)
California Games 2 (Cuelgue planeo, esquí De motor, Snowboarding, Bodysurfing, Patinaje sobre ruedas)
Coleco Telstar Marksman (Skeet, Target, Tenis, Hockey, Balonmano, Jai Alai)
Crash 'n the Boys: Street Challenge (400 metros vallas, lanzamiento de martillo, Natación, Saltos Roof Top, Lucha de Escena)

#### Deportes de meta
Billar / Pool / Snooker – Virtual Pool, Jimmy White's Whirlwind Snooker, Pool Challenge
Bolos – King Pin, 10th Frame Bowling, PBA Bowling, Brunswick Circuit Pro Bowling, Bowling Evolution, Wii Sports
Dardos – World Darts, Bully's Sporting Darts
Pesca – Sega Bass Fishing, Gone Fishin', BassTour, BassDuel, Reel Fish'n,Trophy Bass
Golf – Nintendo Golf, World Tour Golf, Links 386 Golf, Tiger Woods PGA Tour, Golden Tee, Outlaw Golf, Hot Shots Golf, Shot-Online, Wii Sports, Mario Golf
Caza – Duck Hunt, Ultimate Duck Hunting, Big Buck Hunter, Safari Hunt, Deer Hunter, Cabela's Big Game Hunter
Paintball – Ultimate Paintball, Greg Hastings Tournament Paintball MAX'D
Disparos Skeet y Trap – Trap Shooting, Duck Hunt, Clay Pigeon

#### Balance deportivo
Skateboarding – Tony Hawk's Pro Skater, Skate, Skate or Die!,California Games
Esqui/Snowboarding – SSX, Amped, Ski or Die, Massive Snowboarding, SSX Blur, 1080 Snowboarding, 1080 Avalanche
Surf – Kelly Slater's Pro Surfer, Surf Ninjas, California Games
Wakeboarding – Wakeboarding Unleashed featuring Shaun Murray

#### Deportes variados
- Poker – Pokerstars, World Series of Poker
- Ajedrez- Star Wars Chess, Battle Chess